# Dyrzela bosca
Dyrzela bosca là một loài bướm đêm trong họ Noctuidae.